# محمد الأمين (رجل أعمال)
محمد الأمين رجل أعمال مصري يمتلك 14 قناة فضائية و 3 صحف مصرية من أشهرها سلسلة قنوات سي بي سي.

## بدايته
كانت بداية الأمين في شركة مقاولات، حيث تصنع الشركة قواعد الحمامات، وغيرها من المرافق، وبعد فترة طويلة من العمل في الكويت قرر محمد الأمين، العمل في مصر من خلال شركة استصلاح زراعي حصل على موافقاتها من يوسف والي وزير الزراعة الأسبق، ثم قرر إنشاء شركة عامر جروب، مع رجل الأعمال منصور عامر .
وبعد الثورة المصرية في عام 2011 دخل مجال الإعلام بإنشائه باقة فضائيات CBC ثم تبعها بقناة ثانية CBC دراما ثم ثالثة CBC+2 وفي سبتمبر 2011، اشترى 85 % من قناة النهار وقناة النهار دراما لكنه تركها فيما بعد ، ثم اشترى مجموعة قناة مودرن (مودرن سبورت – مودرن كورة – مودرن حرية) ثم وكالة الأخبار العربية AUA من ورثة محمد الخرافي .

## وفاته
توفي في مستشفى السلام الدولي يوم 18 ديسمبر 2022 إثر وعكة صحية ألمّت به في محبسه، حيث كان موقوفًا على ذمة قضية اتجار بالبشر.